# 684 Hildburg
684 Hildburg este un asteroid din centura principală, descoperit pe 8 august 1909, de August Kopff.